# جوخانگ
جوخانگ (انگلیسی: Jokhang) (الفبای تبتی: ཇོ་ཁང།
، چینی: 大昭寺) یا صومعه کویکانگ، یا زوگ‌لاگ‌کانگ به‌عنوان «قلب لاسا» شناخته می‌شود. جوخانگ شامل یک معبد بودایی، مجموعه معبد و یک صومعه متعلق به مکتب گلوگ است. این معبد در میدان بارخور واقع شده و حدود سال ۶۴۰ میلادی توسط پادشاه سونگتسن گامپو ساخته شد تا مجسمه جوو میک‌یو دورجه، یک مجسمه از بودای اکشوبه، که توسط ملکه نپالی‌اش بریکتی به تبت آورده شده بود، در آن جای گیرد. مجسمه دیگری، جوو شاکیامونی، که توسط ملکه چینی‌اش از دودمان تانگ، ونچنگ آورده شده بود، در حال حاضر در معبد نگهداری می‌شود، درحالی‌که جوو میک‌یو دورجه در راموچه در لاسا قرار دارد.
هنرمندان و صنعتگران بسیاری از نپال و هند در طراحی و ساخت اولیه معبد جوخانگ مشارکت داشتند. حدود قرن چهاردهم، این معبد با صومعه واجراسانا در هند مرتبط شد. در قرن هجدهم، امپراتور چیان‌لونگ از دودمان چینگ، پس از تهاجم گورخاهای نپالی به تبت در سال ۱۷۹۲، ورود نپالی‌ها به این معبد را ممنوع کرد و معبد به مکان عبادتی مختص تبتی‌ها تبدیل شد.
در جریان انقلاب فرهنگی چین در تبت، گارد سرخ در سال ۱۹۶۶ به معبد جوخانگ حمله کرد و برای یک دهه هیچ عبادتی در آن انجام نشد. در زمان توسعه لاسا توسط چینی‌ها، میدان بارخور در مقابل معبد مورد تصرف قرار گرفت. بازسازی معبد جوخانگ از سال ۱۹۷۲ تا ۱۹۸۰ انجام شد. در سال ۲۰۰۰، معبد جوخانگ به‌عنوان بخشی از میراث جهانی یونسکو و به‌عنوان توسعه‌ای از قصر پوتالا که از سال ۱۹۹۴ به ثبت رسیده بود، به این فهرست افزوده شد.
معبد جوخانگ که به‌عنوان «قلب معنوی شهر» و مقدس‌ترین معبد در تبت شناخته می‌شود، در مرکز یک شبکه قدیمی از معابد بودایی در لاسا قرار دارد. این معبد نقطه کانونی فعالیت‌های تجاری در شهر است و یک مارپیچ از خیابان‌ها از آن منشعب می‌شود. معبد جوخانگ ۱٬۰۰۰ متر (۳٬۳۰۰ فوت) از قصر پوتالا فاصله دارد. میدان بارخور، میدان بازار در مرکز لاهسا، مسیر ویژه‌ای برای زیارتگران به دور معبد دارد (که حدود ۲۰ دقیقه طول می‌کشد). میدان بارخور با چهار سنگی sankang (دستگاه‌های بخور) مشخص شده است که دو عدد از آنها در مقابل معبد و دو عدد در پشت معبد قرار دارند.

## نام‌شناسی
جوخانگ (الفبای تبتی: ཇོ་ཁང།
، چینی: 大昭寺)، یا Ra sa 'phrul snang gtsug lag khang, یا صومعه کویکانگ، یا زوگ‌لاگ‌کانگ (الفبای تبتی: གཙུག་ལག་ཁང༌།, Wylie: gtsug-lag-khang, ZYPY: Zuglagkang
 یا Tsuklakang)، به‌عنوان «قلب لاسا» شناخته می‌شود.
نام باستانی معبد جوخانگ «رسا ترولناگ تسوکلخانگ» (خانه اسرار یا خانه علم مذهبی) بوده است. زمانی که شاه سونگتسن گامپو معبد را ساخت، پایتخت او به نام «رسا» یا بزها شناخته می‌شد، زیرا بزها برای جابجایی خاک در زمان ساخت آن استفاده می‌شدند. پس از مرگ شاه، شهر به لاهسا (مکان خدایان) تغییر نام داد. در ادامه، معبد به نام جوخانگ (خانه جوا) شناخته شد که برگرفته از تصویر اصلی معبد، یعنی جوا میکیو دورجی است، و همچنین به نام دازهاو در زبان چینی (صومعهٔ افتخار بزرگ) شناخته می‌شود. معبد جوخانگ همچنین با نام‌های تسوگلاگ‌خانگ، صومعه کوئیکانگ، تسوگلاخانگ (کلیسای جوا شاکیامونی) و تسوگلاخانگ نیز شناخته می‌شود.

## تاریخچه
شاه سونگتسن گامپو (اولین شاه تبت متحد) برنامه‌ای برای ساخت دوازده معبد در سراسر کشور توسعه داد. این معابد در سه مرحله ساخته شدند. در مرحله اول، چهار معبد در مرکز تبت ساخته شدند که به نام «چهار شاخ» شناخته می‌شوند. چهار معبد دیگر به نام «مهادول» در مناطق خارجی ساخته شدند؛ و در آخر، چهار معبد «یانگ‌دول» در مرزهای کشور ساخته شدند. معبد جوخانگ در نهایت در قلب تبت ساخته شد.
برای تقویت روابط با نپال، سونگتسن گامپو فرستادگانی را به سوی شاه امسوارمن فرستاد تا خواستگاری دخترش را بکند و شاه پذیرفت. دخترش، بریکوتی، به عنوان همسر نپالی شاه به تبت آمد (تسیتسون؛ در زبان تبت به آن «بلسا» گفته می‌شود). تصویر اکشوبهیه که به نام جوا میکیو دورجی (یا میکیوبا) شناخته می‌شود و او به عنوان بخشی از جهیزیه خود آورده بود، در معبد جوخانگ مورد پرستش قرار گرفت.
سونگتسن گامپو، با هدف به دست آوردن همسری از چین، سفیری به سوی تای‌زونگ (۶۲۷–۶۵۰) از دودمان تانگ فرستاد تا یکی از دخترانش را به همسری بپذیرد. تای‌زونگ درخواست شاه تبت را رد کرد و تبت‌ها را «بربر» خواند و اعلام کرد که یکی از دخترانش را به شاه دو یو (یک هون) ازدواج خواهد داد. این امر موجب خشم سونگتسن گامپو شد و او حملاتی به مناطق قبیله‌ای وابسته به دودمان تانگ انجام داد و سپس شهر تانگ سونگژو را مورد حمله قرار داد. او به امپراتور اعلام کرد که اگر امپراتور با درخواست او موافقت نکند، حملات خود را تشدید خواهد کرد. سونگتسن گامپو یک هدیه مصالحه‌آمیز به شکل یک «زره» طلایی ستاره‌دار به همراه درخواست دیگری برای ازدواج فرستاد. تای‌زونگ موافقت کرد و شاهزاده خانم وِنجنگ را به شاه تبت داد.
هنگامی که وِنجنگ در سال ۶۴۰ به عنوان همسر چینی شاه به تبت آمد (که در تبت به «گیاسا» معروف است)، تصویری از گوتاما بودا را به همراه آورد که او را به عنوان یک شاهزاده جوان نشان می‌دهد. این تصویر در معبد راموشه در لسا مورد پرستش قرار گرفت و سپس به معبد جوخانگ منتقل شد. این معبد همچنان مقدس‌ترین مکان پرستش در تبت باقی مانده و تصویر معروف به «جوا رینپوچه» به یکی از محبوب‌ترین و مورد احترام‌ترین مجسمه‌های کشور تبدیل شده است.
قدیمی‌ترین بخش معبد در سال ۶۵۲ توسط سونگتسن گامپو ساخته شد. برای یافتن مکانی برای معبد، گفته می‌شود که شاه کلاه خود را (در یک نسخه حلقه‌ای را) جلوتر از خود پرتاب کرد و وعده داد که معبد را در جایی که کلاه فرود آید، بسازد. کلاه به دریاچه‌ای افتاد و یک استوپا سفید به‌طور ناگهانی ظاهر شد که معبد بر روی آن ساخته شد. در نسخه دیگری از افسانه، ملکه بریکوتی معبد را تأسیس کرد تا مجسمه‌ای که او آورده بود نصب کند. دریاچه پر شد و اکنون یک برکه کوچک باقی مانده که به عنوان چاهی از دریاچه باستانی تغذیه می‌شود و معبد بر روی این منطقه پر شده ساخته شد. در طول نه قرن بعدی، معبد گسترش یافت؛ آخرین بازسازی آن در سال ۱۶۱۰ توسط پنجمین دالایی لاما انجام شد.
طراحی و ساخت معبد جوخانگ به صنعتگران نپالی نسبت داده شده است. پس از مرگ سونگتسن گامپو، گفته می‌شود که ملکه وِنجنگ مجسمه جوا را از معبد راموشه به معبد جوخانگ منتقل کرد تا آن را از حملات چینی‌ها محافظت کند. بخشی از معبد که به نام «کاپل» شناخته می‌شود، پناهگاه مجسمه جوا شاکیامونی بود.
در دوران پادشاهی ترسانگ دیتسان از سال ۷۵۵ تا ۷۹۷، بودایی‌ها مورد آزار و اذیت قرار گرفتند، زیرا وزیر پادشاه، مارشانگ زونگباگی (که پیرو دین بون بود)، به بودیسم خصومت داشت. در این زمان، تصویر بودای اکشوبیه در معبد جوخانگ به زیر زمین پنهان شد، و گزارش شده است که ۲۰۰ نفر تلاش کردند آن را پیدا کنند، اما موفق نشدند. تصاویر موجود در معابد جوخانگ و راموشه به جیزونگ در ولایت نگاری منتقل شدند و راهبان مورد آزار قرار گرفتند و از معبد جوخانگ رانده شدند. در دوران فعالیت‌های ضد بودایی در اواخر قرن نهم و اوایل قرن دهم، گفته می‌شود که معابد جوخانگ و راموشه به اصطبل‌ها تبدیل شدند.
در سال ۱۰۴۹، آتیشا، معلم مشهور بودایی از بنگال که در معبد جوخانگ تدریس کرد و در ۱۰۵۴ درگذشت، «وصیت‌نامه سلطنتی ستون» را در یک ستون در معبد جوخانگ پیدا کرد؛ گفته می‌شود که این سند وصیت‌نامه سونگتسن گامپو بود.
معبد جوخانگ از حدود قرن ۱۴ به معبد واژراسانا در هند مرتبط شد. گفته می‌شود که تصویر بودایی که در معبد جوخانگ مورد پرستش قرار گرفته است، بودای ۱۲ ساله‌ای است که قبلاً در معبد بوداگایا در هند قرار داشت، که نشان‌دهنده ارتباط‌های تاریخی و آئینی بین هند و تبت است. تبت‌ها معبد جوخانگ را «واژراسانای تبت»، «واژراسانای دوم» و «واژراسانا، ناف سرزمین برف‌ها» می‌نامند.
پس از اشغال نپال توسط گورک‌ها در سال ۱۷۶۹، در جریان جنگ گورک-تبت در سال ۱۷۹۲، امپراتور چیان‌لونگ از دودمان چینگ گورک‌ها را از تبت راند و تبتی‌ها از همسایگان خود جدا شدند. این دوره که بیش از یک قرن به طول انجامید، به عنوان «دوران تاریک تبت» شناخته شده است. زیارت‌های خارج از کشور برای تبتی‌ها ممنوع شد و امپراتور چیان‌لونگ پیشنهاد کرد که برای تبتی‌ها مؤثر خواهد بود که به عبادت بودای جوو در معبد جوخانگ بپردازند.
در طول توسعه چین در لاهسا، میدان بارخور تحت تأثیر قرار گرفت، زمانی که پیاده‌راه اطراف معبد تخریب شد. یک پیاده‌راه داخلی به میدان تبدیل گردید و تنها یک پیاده‌راه کوتاه به عنوان مسیر زیارتی باقی ماند. در میدان، اشیای مذهبی مرتبط با زیارت به فروش می‌رسد.
در طول انقلاب فرهنگی چین، گاردهای سرخ در ۲۴ اوت ۱۹۶۶ به معبد جوخانگ حمله کردند، و به مدت یک دهه عبادت در معابد تبتی ممنوع شد. بازسازی معبد جوخانگ از سال ۱۹۷۲ آغاز شد و تا سال ۱۹۸۰ عمدتاً تکمیل شد. پس از این بازسازی و پایان آزار و اذیت‌ها، معبد مجدداً تقدیس شد. اکنون معبد توسط تعداد زیادی از تبتی‌ها که برای عبادت جواو به معبد می‌آیند، بازدید می‌شود. در دوران انقلاب، معبد از تخریب مصون ماند و گزارش شده که درب‌های آن تا سال ۱۹۷۹ بسته بود. در آن زمان، بخش‌هایی از معبد جوخانگ گزارش شده که محل نگهداری خوک‌ها، کشتارگاه و پادگان ارتش چین بود. سربازان اسناد تاریخی تبتی را سوزاندند. در مدتی از زمان، معبد به عنوان هتل استفاده می‌شد.
دو «دورینگ» (ستون‌های حکاکی شده) سنگی در خارج از معبد، که در کنار ورودی‌های شمالی و جنوبی آن قرار دارند، توسط تبتی‌ها مورد عبادت قرار می‌گیرند. اولین بنای یادبود که یک فرمان از مارس ۱۷۹۴ است به نام «لوح پیوسته همیشه» در زبان چینی شناخته می‌شود و مشاوره‌هایی در مورد بهداشت برای جلوگیری از آبله ثبت شده است. برخی از این مشاوره‌ها توسط تبتی‌ها که معتقد بودند سنگ خود خاصیت درمانی دارد، تراشیده شده است. دومین ستون، که بسیار قدیمی‌تر است، ارتفاعی به ۵٫۵ متر (۱۸ فوت) دارد و تاجی به شکل کاخ دارد و یک حکاکی از سال ۸۲۱ یا ۸۲۲ در آن ثبت شده است. این لوح نام‌های مختلفی دارد؛ «اولین لوح در آسیا»، «لوح اتحاد لاهسا»، «لوح اتحاد تغییر»، «لوح اتحاد دایی و خواهرزاده» و «لوح پیمان صلح دودمان تانگ و توبو». حکاکی آن، به زبان تبتی معیار و چینی، پیمانی است بین پادشاه تبتی رالپاکان و امپراتور چینی موزونگ که مرزهای کشورهای آن‌ها را مشخص می‌کند. هر دو حکاکی توسط دیوارهای آجری محصور شدند زمانی که میدان بارخور در سال ۱۹۸۵ توسعه یافت. پیمان چین-تبت می‌خواند: «تبت و چین باید به مرزهایی که اکنون در اختیار دارند پایبند باشند. همه به سمت شرق کشور چین بزرگ است؛ و همه به سمت غرب، بدون سؤال، کشور تبت بزرگ است. از این پس در هیچ‌یک از طرفین جنگی برپا نخواهد شد و هیچ‌کس اجازه تصرف سرزمین ندارد. اگر کسی مظنون شود، باید دستگیر شود؛ کار او بررسی خواهد شد و به او بازگشت داده خواهد شد».
طبق گفته چهاردهمین دالایی لاما، در میان بسیاری از تصاویر موجود در معبد، تصویری از چن‌ریزِی، ساخته شده از گل در معبد، وجود داشت که در آن مجسمه چوبی کوچک بودا که از نپال آورده شده بود، پنهان شده بود. این تصویر به مدت ۱۳۰۰ سال در معبد بود و وقتی که پادشاه سانگتسن گامپو درگذشت، اعتقاد بر این بود که روح او وارد مجسمه چوبی کوچک شده است. در دوران انقلاب فرهنگی، تصویر گلی شکسته شد و مجسمه کوچک بودا توسط یک تبتی به دالایی لاما داده شد.
در سال ۲۰۰۰، معبد جوخان به عنوان میراث جهانی یونسکو ثبت شد، که این اقدام بخشی از تلاش‌ها برای حفظ و مرمت آن به عنوان افزایشی به قصر پوتالا (موقعیت میراث جهانی از سال ۱۹۹۴) بود. معبد در گروه اول از مجموعه‌های میراث فرهنگی تحت حفاظت ملی قرار دارد و به عنوان یک مقصد گردشگری در چین شناخته می‌شود.
در ۱۷ فوریه ۲۰۱۸، معبد آتش گرفت، ساعت ۶:۴۰ بعد از ظهر به وقت محلی، قبل از غروب در لاهسا، و شعله‌ها تا اواخر شب ادامه یافت. اگرچه تصاویر و ویدئوهایی از آتش‌سوزی که بخش‌هایی از سقف معبد را در آتش‌های زرد و مه دود نشان می‌دادند، در شبکه‌های اجتماعی چین پخش شدند، این تصاویر به سرعت سانسور و حذف شدند. روزنامه رسمی «Tibet Daily» به‌طور مختصر اعلام کرد که آتش به سرعت خاموش شد و هیچ‌گونه تلفاتی نداشته است، و «پیپل دیلی» همین اطلاعات را منتشر کرد و افزود که «آسیبی به آثار باستانی وارد نشده است»؛ هر دو گزارش هیچ عکسی منتشر نکردند. معبد پس از آتش‌سوزی برای مدتی بسته شد، اما در ۱۸ فوریه دوباره به روی عموم باز شد.

## معماری

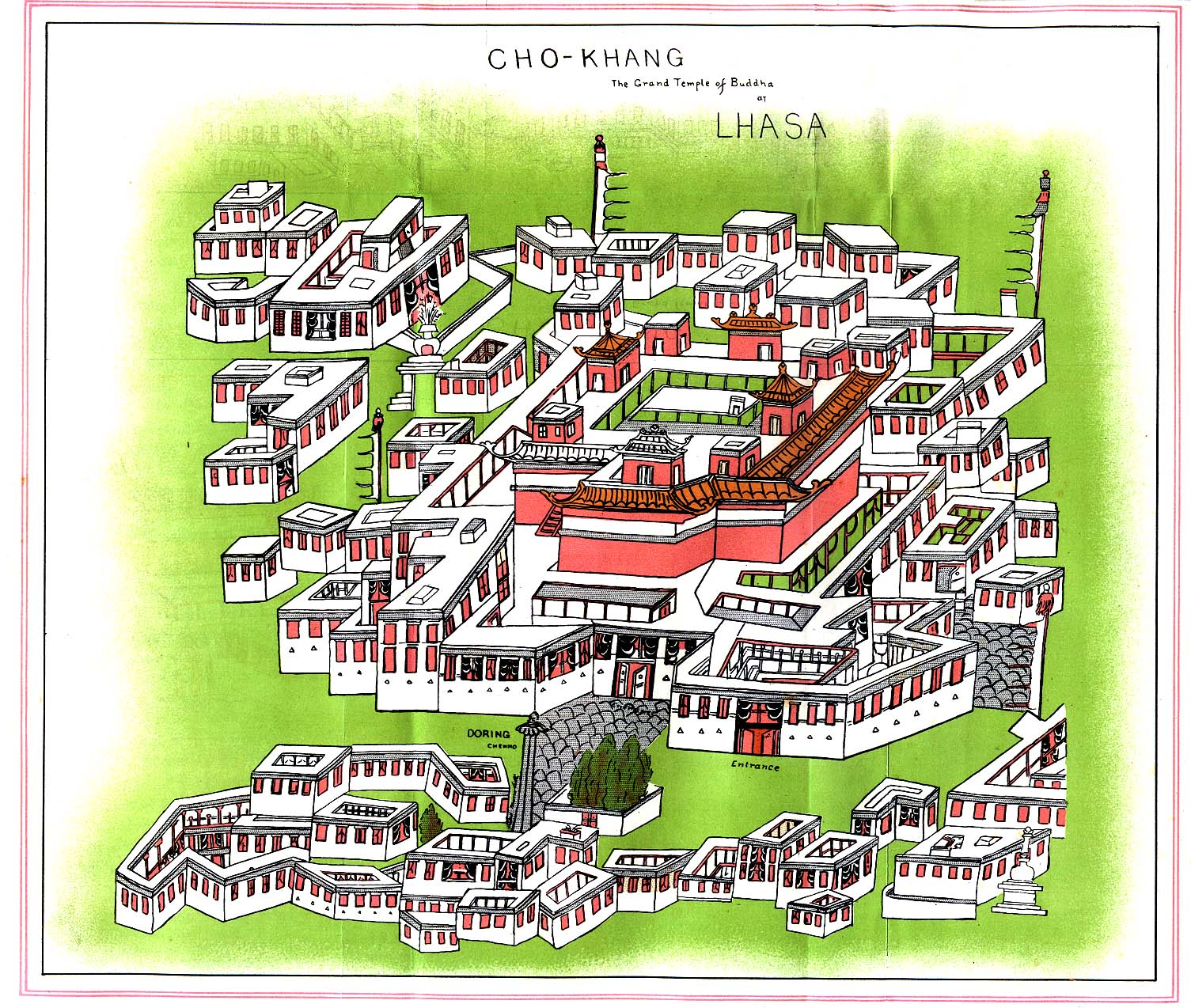
طرح مجموعه از سفر به لهاسا و تبت مرکزی اثر سارات چاندرا داس، ۱۹۰۲

معبد جوخان مساحتی به اندازه ۲٫۵۱ هکتار (۶٫۲ جریب فرنگی) را پوشش می‌دهد. هنگامی که این معبد در قرن هفتم ساخته شد، دارای هشت اتاق در دو طبقه بود که برای نگهداری متون مقدس و مجسمه‌های بودا در نظر گرفته شده بودند. معبد دارای کف‌های سنگ‌فرش شده، ستون‌ها و چارچوب‌های در و حکاکی‌هایی از چوب بود. در دوران امپراتوری تبت، درگیری‌هایی بین پیروان مذهب بودیسم و مذهب بون بومی وجود داشت. تغییرات در حکمرانی دودمانی بر معبد جوخان تأثیر گذاشت؛ بعد از سال ۱۴۰۹، در دوران دودمان مینگ، بهبودهایی در معبد انجام شد. طبقه دوم و سوم تالار بودا و ساختمان‌های ضمیمه در قرن یازدهم ساخته شدند. تالار اصلی معبد، تالار بودای چهارطبقه است.
معبد دارای جهت‌گیری شرقی-غربی است و به سمت نپال در غرب، به احترام پرنسس بهریکوتی، قرار دارد. همچنین، در اصلی معبد به سمت غرب قرار دارد. جوخان بر روی یک محور قرار دارد که با دروازه‌ای قوسی شروع می‌شود و سپس تالار بودا، یک گذرگاه محصور، دالان‌ها، حیاط‌ها و خوابگاه برای لاماها (راهب‌ها) قرار دارند. در داخل ورودی چهار «پادشاه محافظ» (چوکیانگ) قرار دارند، که دو تای آن‌ها در هر طرف هستند. مهم‌ترین معبد در طبقه همکف است. در طبقه اول نقاشی‌های دیواری، اقامتگاه‌های راهبان و اتاق خصوصی برای دالای لاما وجود دارد، و اقامتگاه‌ها و عبادتگاه‌ها در چهار طرف معبد قرار دارند. معبد از چوب و سنگ ساخته شده است. معماری آن از سبک بودیسم تبتی با تأثیراتی از چین، طراحی ویهارا هند و نپال پیروی می‌کند. سقف معبد با کاشی‌های طلاکاری و برنز، مجسمه‌ها و آلاچیق‌های تزئین‌شده پوشیده شده است.

### طراحی داخلی معبد

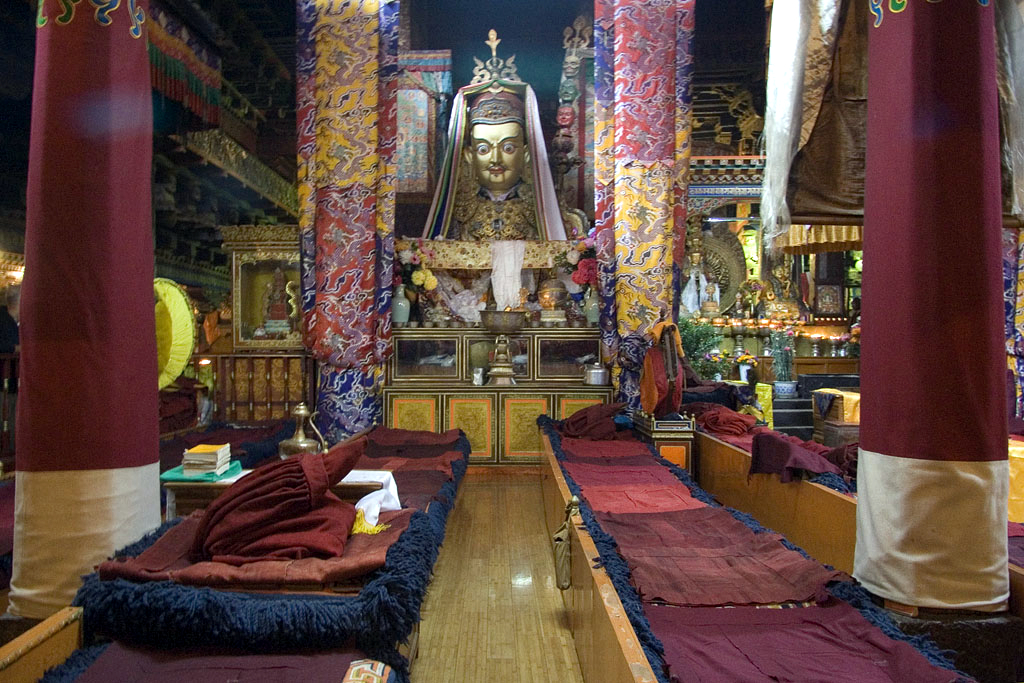
فضای داخلی معبد

تالار مرکزی بودا بلند است و دارای یک حیاط بزرگ و سنگ‌فرش شده است. یک ایوان به حیاط بازمی‌رسد که شامل دو دایره هم‌مرکز با دو معبد است: یکی در دایره بیرونی و دیگری در دایره درونی. دایره بیرونی دارای یک مسیر دایره‌ای است که در آن چندین چرخ نماز بزرگ (nangkhor) قرار دارند؛ این مسیر به معبد اصلی منتهی می‌شود که اطراف آن با عبادتگاه‌ها احاطه شده است. تنها یکی از نقاشی‌های دیواری معبد باقی مانده است که ورود ملکه ونچنگ و تصویری از بودا را به تصویر می‌کشد. این تصویر که توسط همسر نپالی پادشاه آورده شد و ابتدا در معبد راموچه نگهداری می‌شد، به جوخان منتقل شده و در مرکز عقب معبد درونی قرار گرفته است. این تصویر از قرن هشتم تاکنون بر روی یک سکوی ثابت باقی مانده است و در چندین نوبت برای حفظ امنیت جابه‌جا شده است. این تصویر، در کنار تصاویری از پادشاه و دو همسرش، چندین بار با طلا پوشانده شده است.
در تالار اصلی در طبقه همکف، یک مجسمه برنزی زراندود از جواو شاکیامونی به ارتفاع ۱٫۵ متر (۴ فوت ۱۱ اینچ) قرار دارد که بودای ۱۲ ساله را نشان می‌دهد. این تصویر دارای یک تاج جواهرنشان، پوششی بر روی شانه‌ها، الماسی بر پیشانی و لباسی مرصع با مروارید است. بودا در حالت نیلوفری بر روی یک تخت لوتوس سه‌تایی نشسته است، دست چپش بر روی دامنش و دست راستش زمین را لمس می‌کند. چندین عبادتگاه اطراف جواو شاکیامونی قرار دارند که به خدایان و بوداسفها اختصاص دارند. مهم‌ترین بوداسف در این معبد اولوکیتشوره، قدیس حامی تبت است، با هزار چشم و هزار دست.

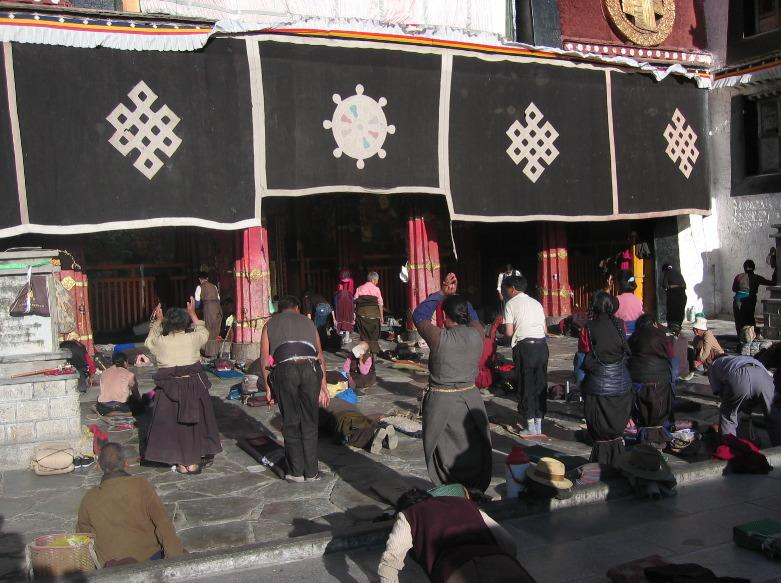
نماز و سجده سنتی در مقابل جوخنگ

در دو طرف تالار اصلی، تالارهایی برای آمیتابه (بودای گذشته) و مایتریا (بودای آینده) قرار دارند. تجسم‌های شاکیامونی در هر دو طرف یک محور مرکزی جای دارند و نگهبان جنگجوی بودا در وسط تالارها در سمت چپ قرار دارد.
علاوه بر تالار اصلی و تالارهای متصل به آن، در دو طرف تالار بودا ده‌ها عبادتگاه به مساحت ۲۰-متر-مربع (۲۲۰-فوت-مربع) قرار دارند. عبادتگاه شاهزاده دارما در طبقه سوم قرار دارد و شامل مجسمه‌های سانگ‌تسن گامپو، ملکه ونچنگ، ملکه برکتی، گار تونگ‌تسان (وزیر تابو) و تونمی سامبوتا، مخترع الفبای تبتی است. تالارها با راهروهای مسقف احاطه شده‌اند.
تزئینات شامل آپسراهای بال‌دار، مجسمه‌های انسانی و حیوانی، گل‌ها و گیاهان است که بر روی روبنا حکاکی شده‌اند. تصاویر اسفنکس‌هایی با انواع حالات چهره در زیر سقف حکاکی شده‌اند.
مجتمع معبد بیش از ۳۰۰۰ تصویر از بودا و دیگر ایزدان (شامل یک تصویر به ارتفاع ۸۵-فوت (۲۶-متر) از بودا) و شخصیت‌های تاریخی، علاوه بر دست‌نوشته‌ها و اشیاء دیگر، دارد. دیوارهای معبد با نقاشی‌های دیواری مذهبی و تاریخی تزئین شده‌اند.
در سقف و لبه‌های سقف معبد، مجسمه‌های نمادین از گوزن‌های طلایی که دو طرف چرخ دارما را احاطه کرده‌اند، پرچم‌های پیروزی و ماهی‌های عظیم‌الجثه قرار دارند. فضای داخلی معبد، یک هزارتوی تاریک از عبادتگاه‌ها است که با شمع‌های نذری روشن شده و پر از دود عود است. اگرچه بخش‌هایی از معبد بازسازی شده‌اند، اما عناصر اصلی باقی مانده‌اند. تیرها و تیرچه‌های چوبی توسط کربن‌گذاری به‌عنوان اصلی شناخته شده‌اند و قاب‌های در، ستون‌ها و فینیل‌های نیواری که به قرون هفتم و هشتم میلادی تعلق دارند، از دره کاتماندو نپال آورده شده‌اند.
علاوه بر قدم زدن دور معبد و چرخاندن چرخ‌های دعا، زائران خود را به سجده درمی‌آورند پیش از اینکه به ایزد اصلی نزدیک شوند؛ برخی مسافت زیادی را برای رسیدن به معبد اصلی خزیده و پیش می‌روند. دعای خوانده شده در این عبادت، "Om mani padme hum" (درود بر جواهر در لوتوس) است. زائران در دو طرف سکوی معبد صف می‌کشند تا یک شال تشریفاتی (کاتاک) را به دور گردن بودا بپیچند یا زانوهای تصویر را لمس کنند. یک محوطه دیوارکشی شده در مقابل معبد، نزدیک به «تخته‌سنگ پیمان صلح دودمان تانگ و تبت»، شامل تنه درخت بید شناخته شده به «بید دودمان تانگ» یا «بید ملکه» است. گفته می‌شود که این بید توسط ملکه ونچنگ کاشته شده است.

## برای مطالعهٔ بیشتر
- Vitali, Roberto. 1990. Early Temples of Central Tibet. Serindia Publications. London. شابک ‎۰−۹۰۶۰۲۶−۲۵−۳. Chapter Three: "Lhasa Jokhang and its Secret Chapel." Pages ۶۹–۸۸.